# Heterarmia menoides
Heterarmia menoides är en fjärilsart som beskrevs av Eugen Wehrli 1943. Heterarmia menoides ingår i släktet Heterarmia och familjen mätare. Inga underarter finns listade i Catalogue of Life.